# 陈洪生
陈洪生（1963年3月—），辽宁省沈阳市人，中华人民共和国政治人物。

## 生平
1963月3月，陈洪生出生在辽宁省沈阳市。1984年，陈洪生进入东北农学院（今东北林业大学）农业经济管理系农业经济管理专业学习，毕业前的1988年7月加入中国共产党。
1988年8月大学毕业后，陈洪生被分配至黑河行署（今黑河市）乡镇企业管理局生产科科员，次年1月转任黑河行署体制改革委员会流通科科员，一年后升任综合科副科长，1992年又升任综合科科长。1996年2月，陈洪生出任中共黑河市委办公室秘书。一年后，陈洪生出任黑河市人民政府办公室副主任，2001年12月兼任市人民政府研究室主任，2005年8月转任中共黑河市委副秘书长。2006年10月，陈洪生调任中共黑河市爱辉区委副书记，次年7月兼任区人民政府区长和黑河市胜山国家级自然保护区管理局局长，2009年2月升任区委书记。2011年12月，陈洪生成为黑河市人民政府党组成员，次年1月兼任市人民政府副市长，2017年11月成为中共黑河市委常委。2017年12月，陈洪生出任中共黑河市委常委、政法委书记、政法工委书记。2018年12月，陈洪生出任黑河市政协主席人选、政法委书记，次年1月兼任省政协常务委员，2021年12月卸任。

### 落马
2024年6月23日，陈洪生涉嫌严重违纪违法接受黑龙江省纪委监委纪律审查和监察调查。